# Bushy House

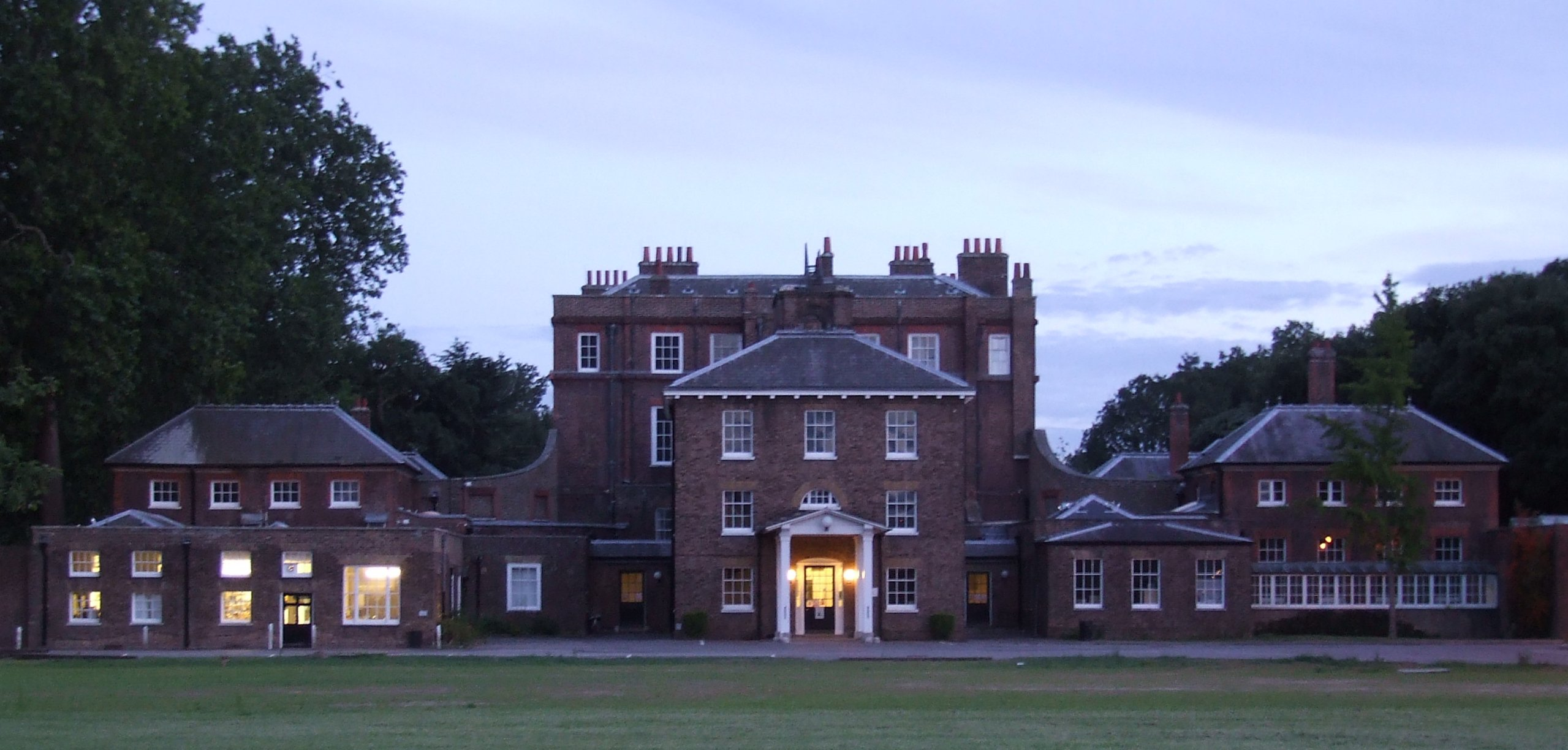
Nordseite des Bushy House 2007

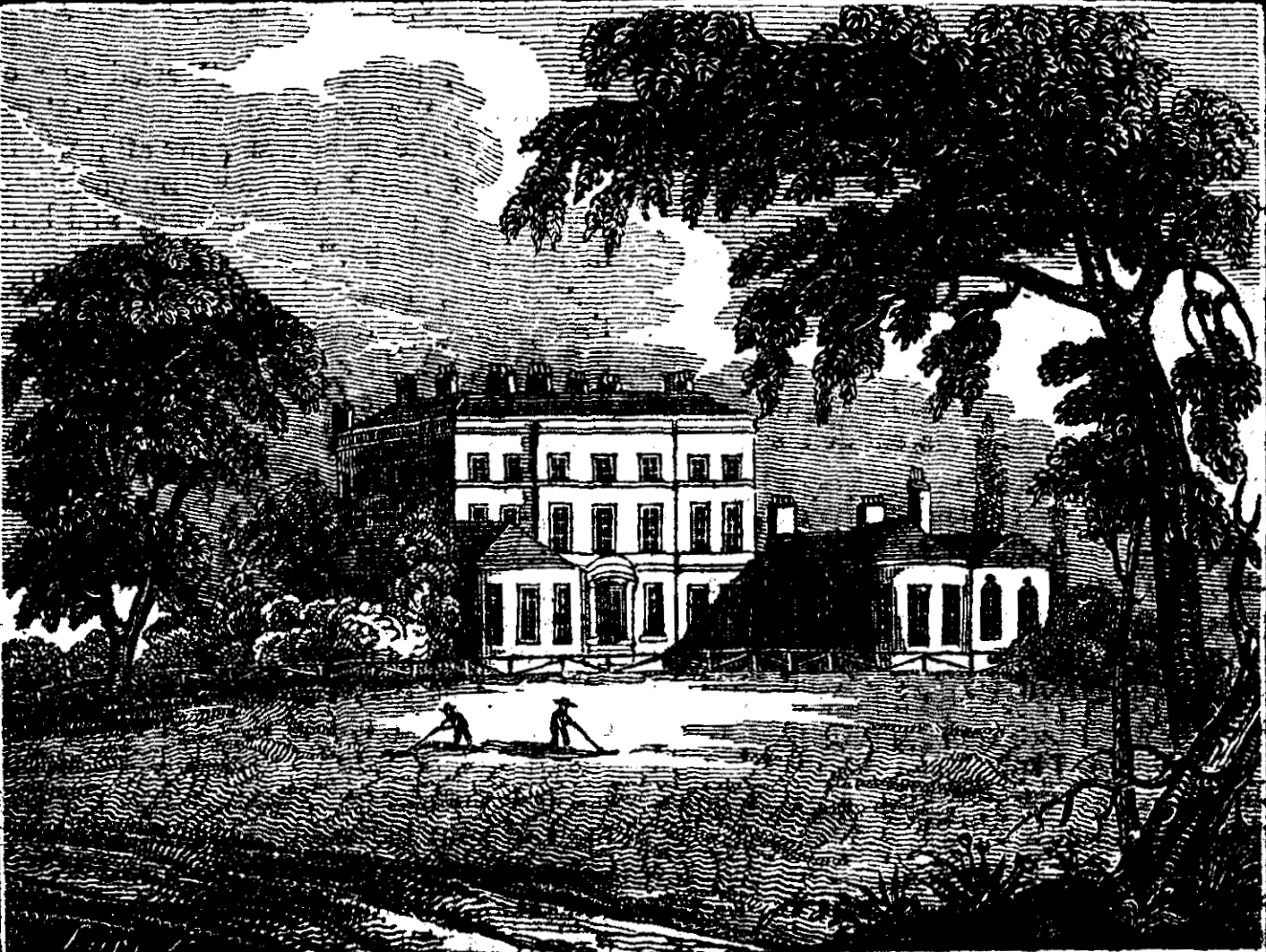
Bushy House, 1827, Buchillustration

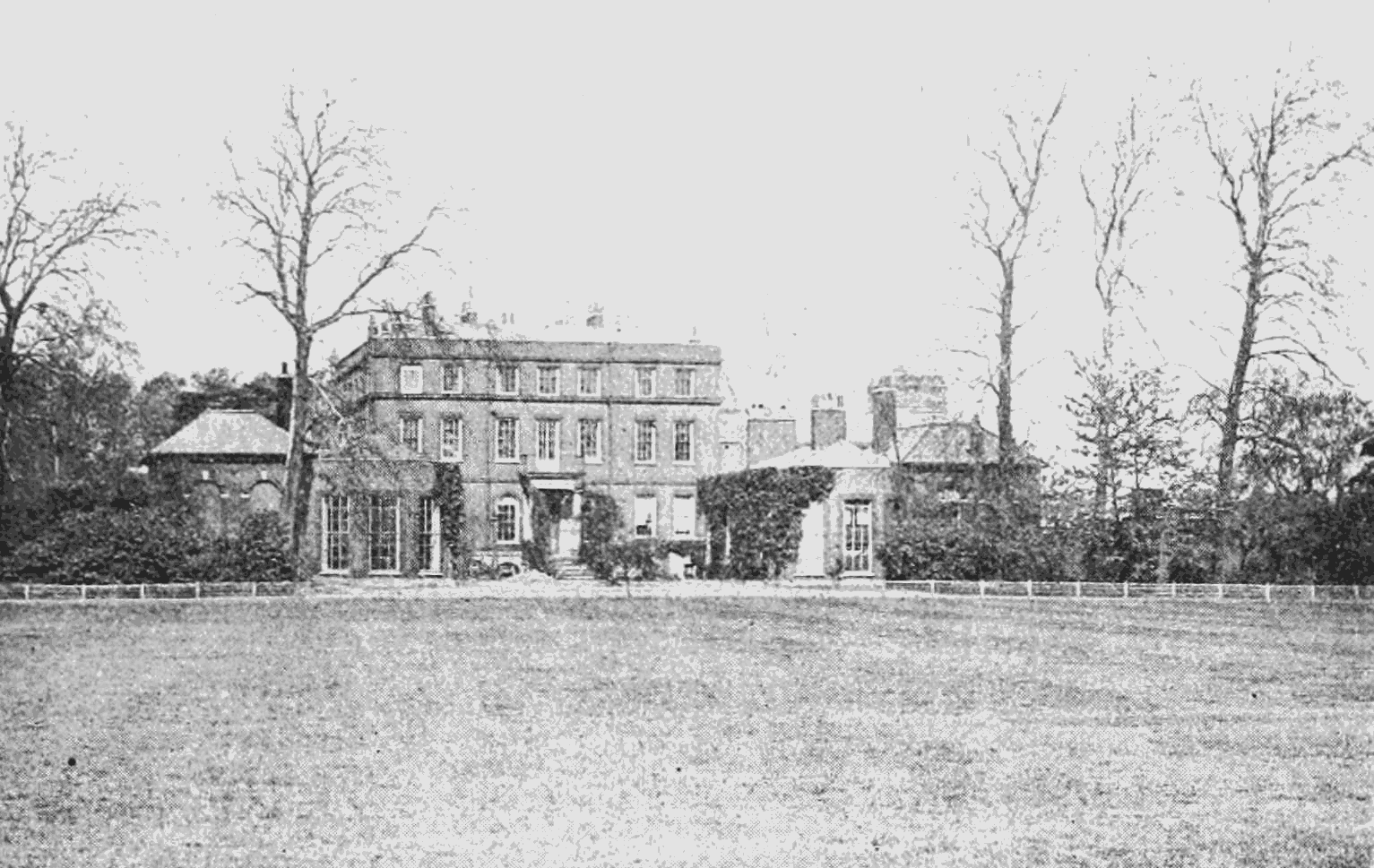
Ostseite des Bushy House in 1901/1902

Bushy House ist eine englische, denkmalgeschützte, ehemalige königliche Residenz von William IV. und, nach seinem Tod, von seiner Witwe Adelaide, der vormaligen Königin in Teddington, London. Es wurde als Denkmal der Klasse II* bewertet. Es wurde von George Montagu, 1. Earl of Halifax zwischen 1714 und 1715 auf dem Platz des vormaligen Upper Lodge, Bushy Park erbaut.
1900 wurde das Gebäude und der 120.000 m² große Bushy Park dem National Physical Laboratory als Standort gegeben.
Im Keller und im Erdgeschoss wurden Labore untergebracht. Einen anderen Teil des Gebäudes nutzten Richard Glazebrook, der erste Direktor des NPL, und seine Nachfolger als Dienstwohnung. Heute sind im Haus ein Labor, zwei kleine Museen, die ältere wissenschaftliche Geräte ausstellen und Tagungsräume.

## Geschichte
Das erste Bushy House wurde 1663 von William Samwell für Edward Proger für 4000 £ (heute 651.000 £) als Unterkunft für den Ranger des Bushy Park erbaut. Proger war für seine Treue in der Zeit des Exils von Karl II. von diesem zum Ranger des Bushy Park ernannt.
Charles Montagu, 1. Earl of Halifax kaufte von Barbara Villiers, 1. Duchess of Cleveland die drei Parks, wurde zum Ranger ernannt und der baute das Haus von 1714 bis 1715 wieder auf. Das Haus und das Amt gingen an seinen Cousin George Montague (1715–1737) und dann an dessen Sohn George Montague-Dunk (1737–1771). Von 1771 bis 1792 wurde beides von Lord North, Sohn der ältesten Tochter des 1. Earl gehalten. Dieser hatte aber noch weitere Häuser in Epsom und im Zentrum von Westminster und London.
Nach dem Tod von Lord North und seiner Frau 1797 ernannte König George III. seinen Sohn William, Duke of Clarence zum Ranger of Bushy Park. Er residiert auch im Bushy House. Der zukünftige König William IV. und seine langjährige Mätresse Dorothy Jordan lebten dort mit ihren zehn Kindern, bis die Beziehung 1811 endete. Danach lebte er dort mit seiner Frau Adelaide und den FitzClarence-Kindern. Am 26. Juni 1830 traf um sechs Uhr morgens ein Bote ein, der ihm mitteilte, dass der König tot war und er damit dessen Nachfolger ist. William antwortete darauf angeblich, dass er schon immer mit einer Königin schlafen wollte und ging wieder ins Bett. Nachdem William Adelaide zu seiner Nachfolgerin als Ranger ernannte, war Bushy House nach Williams Tod bis zu ihrem eigenen Tod ihr offizieller Wohnsitz.
1865 bot Queen Victoria das Bushy House dem Duc de Nemours und anderen Mitgliedern der französischen Königsfamilie, die in England im Exil waren, als Residenz an. Auch nach seiner Rückkehr nach Frankreich 1871 behielt er das Bushy House bis 1896, um für den Fall, dass er Frankreich wieder verlassen müsste, eine Unterkunft zu haben. Als Louis ohne Kinder starb, stand das Haus 1897 leer.
Im März 1902 wurde das National Physical Laboratory von Prince of Wales, dem späteren König George V. im Bushy House eröffnet.